# Arvīds Zeibots
Arvīds Zeibots, Arvid Seebot, używał też nazwiska Grant, ros. Арвид Янович Зейбот, Arwid Janowicz Zejbot (ur. 9 sierpnia?/21 sierpnia 1894 w Rydze, zm. 9 listopada 1934 w Moskwie) – Łotysz, działacz polityczny i wojskowy. W latach 1920–1924 szef wywiadu Armii Czerwonej – Zarządu Rejestracyjnego (Registrupru) (1920–1921), Razwiedupru (IV 1921 – III 1924).

## Życiorys
Urodził się w rodzinie chłopskiej, ojciec został później robotnikiem. Od 1912 był członkiem Socjal-Demokracji Kraju Łotewskiego. Ukończył Szkołę Realną w Rydze, studiował na fakultecie fizyko-matematycznym Uniwersytetu Petersburskiego. 
Od 1916 pozostawał w konspiracji. Po rewolucji lutowej i obaleniu caratu był delegatem Ryskiej Rady, członkiem Komitetu Wykonawczego strzelców łotewskich. Był członkiem Socjaldemokratycznej Partii Robotniczej Rosji - internacjonalistów, bolszewik od 1918. Podczas okupacji niemieckiej aresztowany, zwolniony po zawarciu pokoju brzeskiego, jesienią 1918 powrócił do Rygi.
Był komisarzem statystyki radzieckiego rządu Łotwy, od maja 1919 do września 1920 szefem Wydziału Politycznego 15 Armii, od września 1920 zastępcą szefa Zarządu Rejestracyjnego (Registrupru) (wywiadu Armii Czerwonej, ros. Региструпр ПШ РВСР), od kwietnia 1921 pełnił obowiązki szefa, a od listopada 1922 do marca 1924 był szefem i komisarzem wojskowym Wydziału Wywiadu Sztabu Armii Czerwonej (Razwiedupr, ros. Разведотдел Штаба РККА).
Od 1924 do 1926 był konsulem, następnie konsulem generalnym ZSRR w Harbinie pod nazwiskiem Grant. Pracował w ludowym komisariacie kolei, ludowym komisariacie inspekcji robotniczo-chłopskiej (Rabkrin) i w Radzie Komisarzy Ludowych ZSRR. Od 1928 był pomocnikiem zastępcy przewodniczącego RKL Jana Rudzutaka. 
Został pochowany na Cmentarzu Nowodziewiczym w Moskwie.